# 津川郵便局
津川郵便局（つがわゆうびんきょく）は新潟県東蒲原郡阿賀町にある郵便局である。民営化前の分類では集配特定郵便局であった。

## 概要
住所：〒959-4499 新潟県東蒲原郡阿賀町津川3532-2

## 沿革
- 1872年（明治5年）旧9月 - 津川郵便取扱所として開設[1]。
- 1874年（明治7年）7月 - 津川郵便役所となる[1]。
- 1875年（明治8年）1月1日 - 津川郵便局（四等）となる。同年、為替取扱を開始[1]。
- 1879年（明治12年） - 貯金取扱を開始[1]。
- 1894年（明治27年）3月11日 - 津川郵便電信局となる[1]。
- 1903年（明治36年）4月1日 - 通信官署官制の施行に伴い津川郵便局となる[1]。
- 2007年（平成19年）10月1日 - 民営化に伴い、併設された郵便事業新津支店津川集配センターに一部業務を移管。
- 2012年（平成24年）10月1日 - 日本郵便株式会社の発足に伴い、郵便事業新津支店津川集配センターを津川郵便局に統合。

## 取扱内容
- 郵便、印紙、ゆうパック、内容証明
- 貯金、為替、振替、振込、国際送金、国債
- 生命保険、バイク自賠責保険
- ゆうちょ銀行ATM
- 阿賀町内の一部地域の集配業務

## 周辺
- 阿賀町立津川小学校
- 狐の嫁入り屋敷

## アクセス
- JR磐越西線 津川駅から徒歩約25分
- 磐越自動車道 津川ICから北へ約1.5km
- 国道459号 津川病院前交差点より北西へ約600m
- 駐車場あり：2台